# 龔挺
龚挺（1603年—1681年），字無競，号古民，别号拙庵，江南太仓县人。

## 生平
生于万历三十一年七月十五日，為諸生。康熙二十年正月初八日卒於家。工於詩，有《拙庵诗钞》二卷。